# Quirks mode
Quirks mode är en teknik som används av webbläsare för att upprätthålla bakåtkompatibilitet, och på så sätt kunna rendera webbsidor som är utvecklade för äldre webbläsare. I quirks mode visas en webbsida så som den skulle sett ut i Navigator 4 och Internet Explorer 5.